# Robert J. Steinmiller junior
Robert J. Steinmiller junior (* 29. Juli 1978 in Pittsburgh, Pennsylvania) ist ein US-amerikanischer Schauspieler.

## Leben
Steinmiller wurde in Pittsburgh als Sohn von Stephanie, die für die Stadtverwaltung arbeitete, und Robert J. Steinmiller Sr., der einen Reifenshop führte, geboren. Robert wuchs in Schaumburg, Illinois auf. Er startete seine Schauspielkarriere 1989 in der Theaterproduktion Les Misérables. Robert wurde Anfang der 1990er Jahre auch für Filme entdeckt und spielte die Hauptrollen in Mein Vater – Mein Freund (für diese Rolle erhielt er eine Nominierung für den Young Artist Award), Bingo – Kuck mal, wer da bellt!, Touchdown – Sein Ziel ist der Sieg und No Panic – Gute Geiseln sind selten. Im Fernsehen war er mehrere Male in Werbespots für McDonald’s zu sehen und hatte einen Gastauftritt in der amerikanischen Serie The Untouchables.
2001 kehrte Robert nach einer Pause wieder auf die Bühnenbretter zurück in Damn Yankees, am Madrid Theatre in Los Angeles. Einige Zeit früher spielte er die Rolle des Hugo Peabody in Bye Bye Birdie, am Madrid Theatre.
Seine Schwester Jessica war ebenfalls als Schauspielerin tätig.

## Filmografie
- 1991: Bingo – Kuck mal, wer da bellt! (Bingo) als Chuckie Devlin
- 1993: Mein Vater – Mein Freund (Jack the bear) als Jack Leary
- 1993: Touchdown – Sein Ziel ist der Sieg (Rudy)
- 1994: No Panic – Gute Geiseln sind selten (The Ref) als Jesse Chaseur